# Cabreiro
Cabreiro es una freguesia portuguesa del concelho de Arcos de Valdevez, con 40,40 km² de superficie y 574 habitantes (2001). Su densidad de población es de 14,2 hab/km².

## Galería

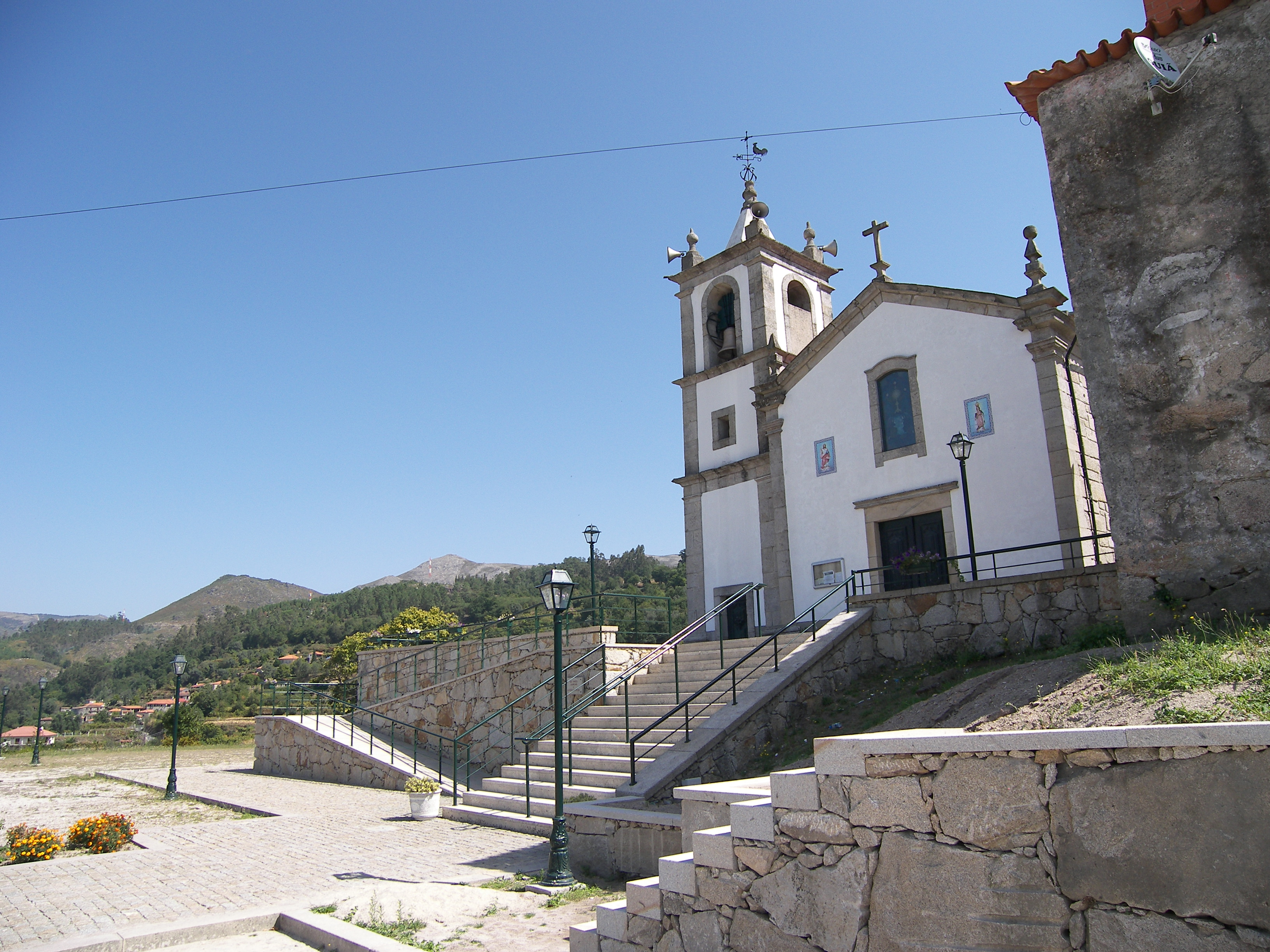
Iglesia de Cabreiro